# 西登戸駅

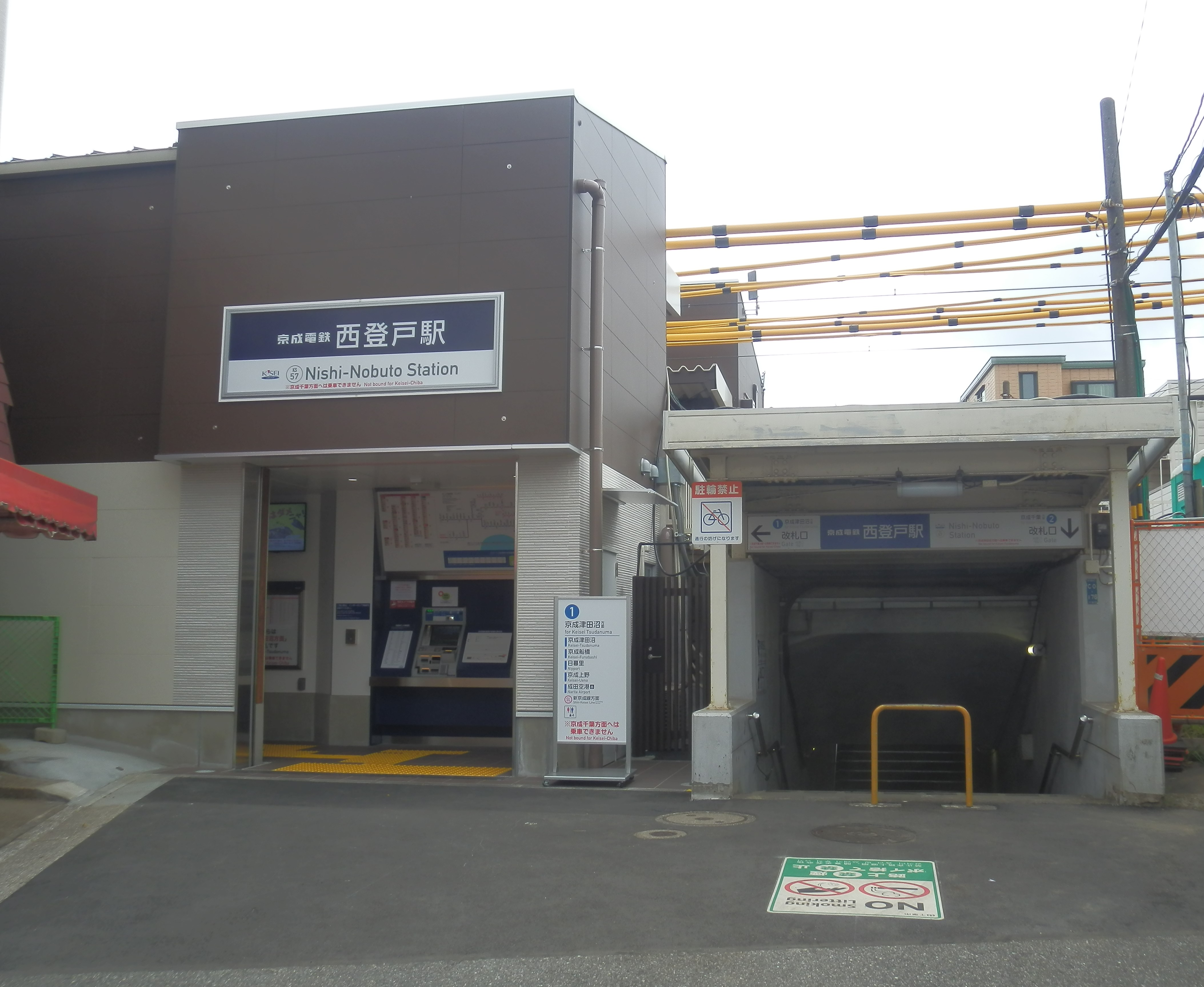
駅舎西側（2022年7月）

西登戸駅（にしのぶとえき）は、千葉県千葉市中央区登戸四丁目にある、京成電鉄千葉線の駅である。駅番号はKS57。

## 歴史
かつては千葉海岸の最寄り駅として、東京方面からの海水浴客の乗降で賑わった。なお、駅東側は千葉線開通を機に別荘地として開発された。

### 年表
- 1922年（大正11年）3月8日 - 千葉海岸駅として開業。
- 1967年（昭和42年）4月1日 - 海岸の埋め立てに伴い、西登戸駅に改称。
- 2021年（令和3年）- 駅リニューアル・バリアフリー化工事を実施。

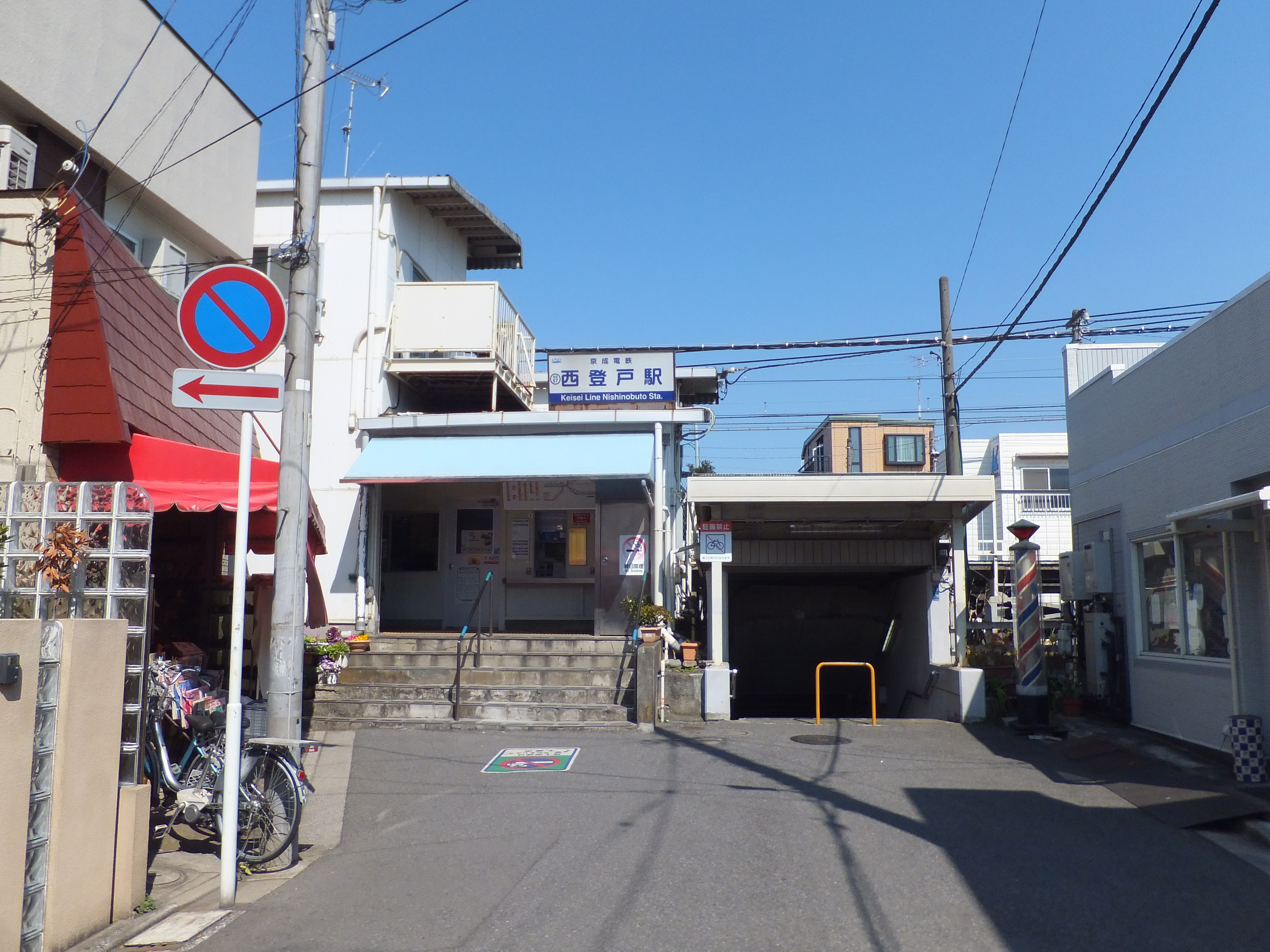
リニューアル前の駅舎西側（2012年3月）

### 駅名について
駅名は千葉市中央区にある「登戸（のぶと）」地区西部に位置することによる名称であり、当駅近隣に「西」の付かない「登戸駅」は存在しない。同地区東部には、新千葉駅がある。
なお、神奈川県川崎市に東日本旅客鉄道・小田急電鉄の登戸（のぼりと）駅が存在するが、関係性はない。

## 駅構造
相対式ホーム2面2線を有する地上駅。駅舎は上り線（京成津田沼駅方面）ホーム側にあり、下り線（京成千葉駅方面）ホームとは跨線橋により連絡している。

### のりば
駅ホームの案内標には、京成千葉線との直通運転の設定がない「成田空港」も行先として表記されている。成田空港方面（京成本線）には京成津田沼駅にて乗換が必要となる。
| 番線 | 路線   | 方向 | 行先                                                           |
| ---- | ------ | ---- | -------------------------------------------------------------- |
| 1    | 千葉線 | 上り | 京成津田沼・京成船橋・日暮里・京成上野・ 成田空港・ 松戸線方面 |
| 2    | 千葉線 | 下り | 京成千葉・ちはら台方面                                         |

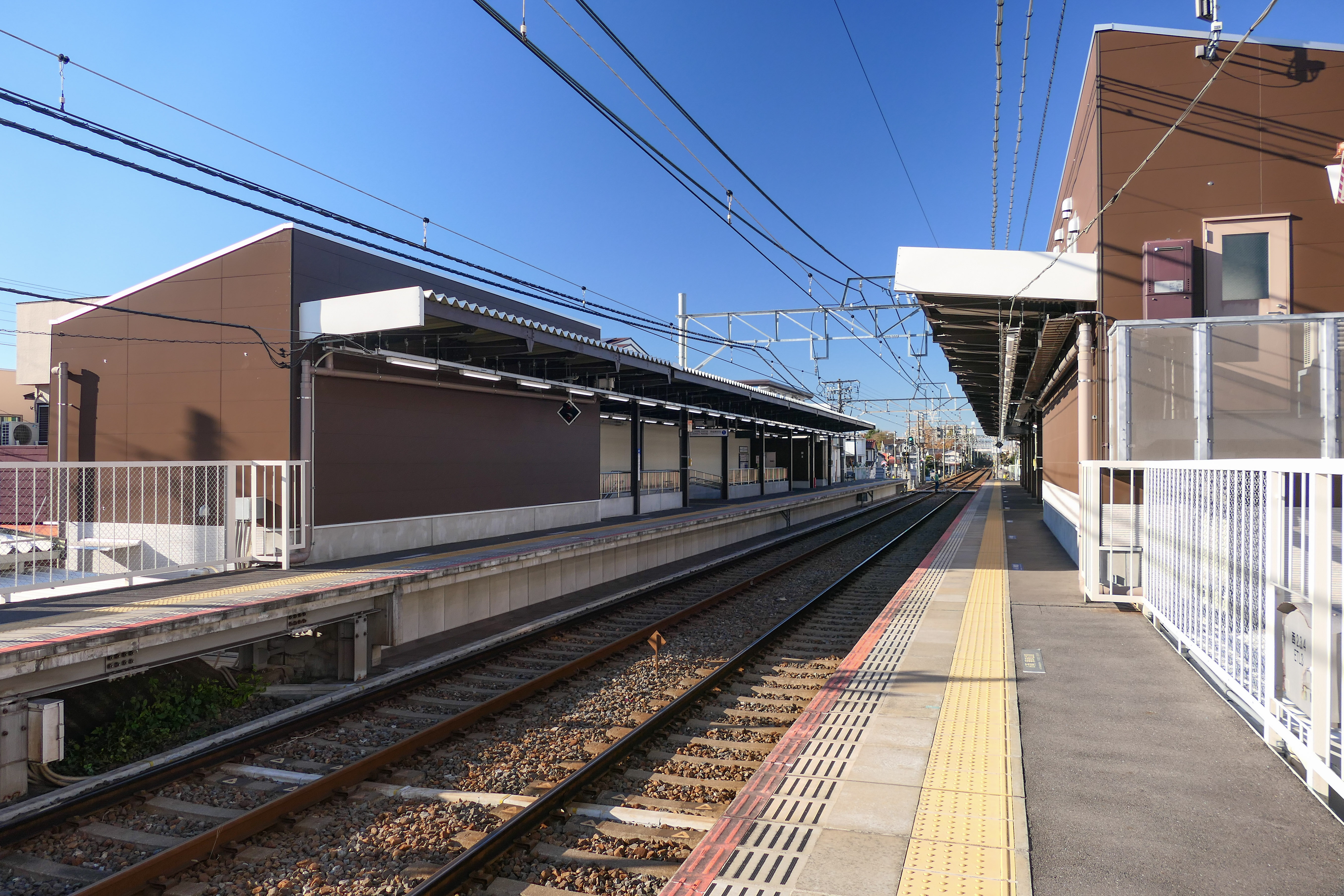
ホーム（2024年11月）
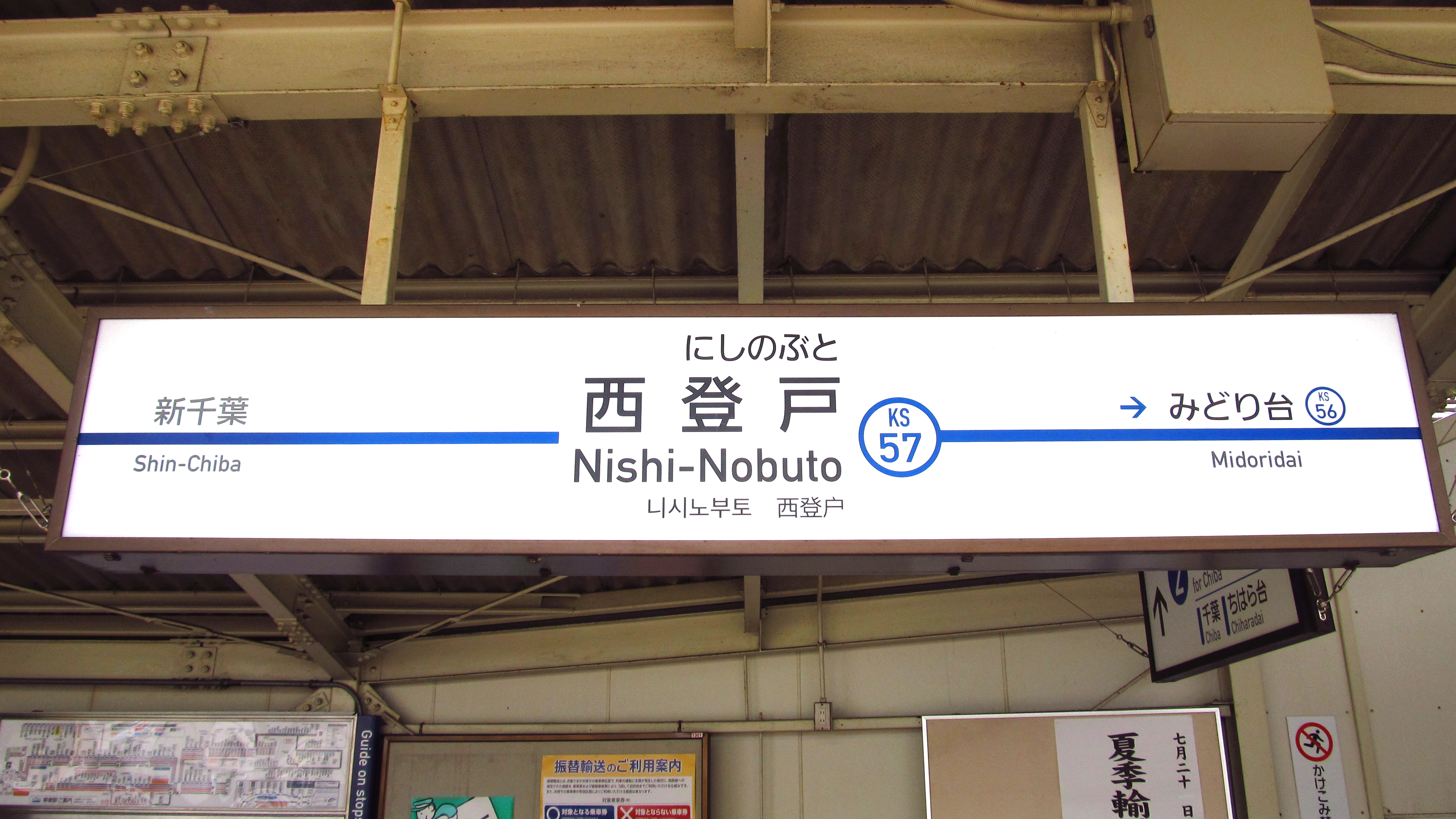
1番線駅名標（2020年7月）
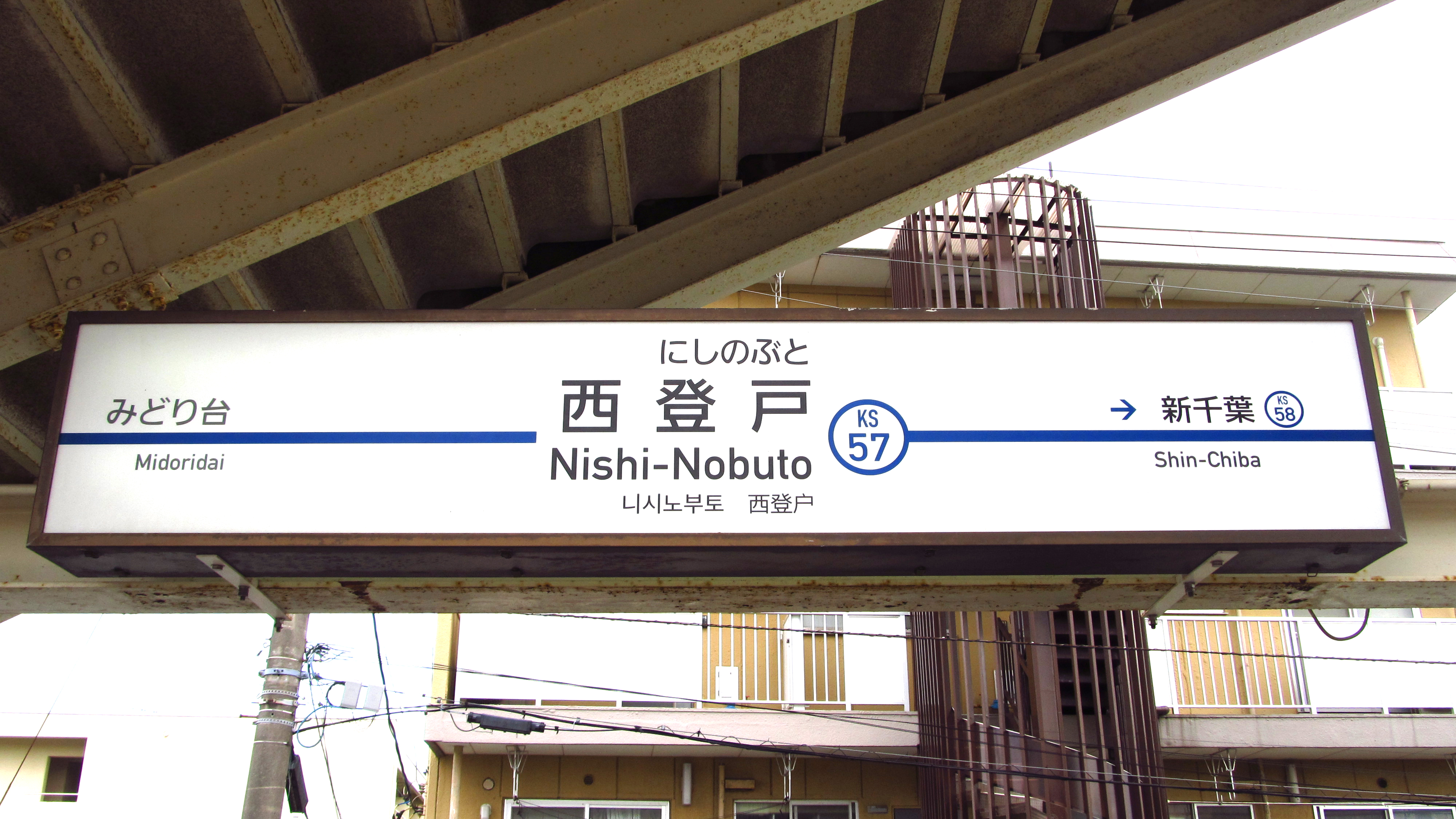
2番線駅名標（2020年7月）

## 利用状況
2024年度の一日平均乗降人員は3,279人であふ。
近年の一日平均乗降・乗車人員推移は下表の通り。
| 年度               | 一日平均 乗降人員 | 一日平均 乗車人員 |
| ------------------ | ----------------- | ----------------- |
| 2003年（平成15年） | 1,875             | 934               |
| 2004年（平成16年） | 2,003             | 973               |
| 2005年（平成17年） | 2,061             | 994               |
| 2006年（平成18年） | 2,058             | 996               |
| 2007年（平成19年） | 2,143             | 1,042             |
| 2008年（平成20年） | 2,155             | 1,054             |
| 2009年（平成21年） | 2,213             | 1,084             |
| 2010年（平成22年） | 2,222             | 1,091             |
| 2011年（平成23年） | 2,143             | 1,050             |
| 2012年（平成24年） | 2,184             | 1,069             |
| 2013年（平成25年） | 2,323             | 1,138             |
| 2014年（平成26年） | 2,413             |                   |
| 2015年（平成27年） | 2,504             |                   |
| 2016年（平成28年） | 2,577             |                   |
| 2017年（平成29年） | 2,631             | 1,309             |
| 2018年（平成30年） | 2,695             | 1,338             |
| 2019年（令和元年） | 2,636             | 1,309             |
| 2020年（令和02年） | 2,240             | 1,113             |
| 2021年（令和03年） | 2,485             | 1,235             |
| 2022年（令和04年） | 2,825             | 1,416             |
| 2023年（令和05年） | 3,057             | 1,531             |
| 2024年（令和06年） | 3,279             | 1,652             |

## 駅周辺

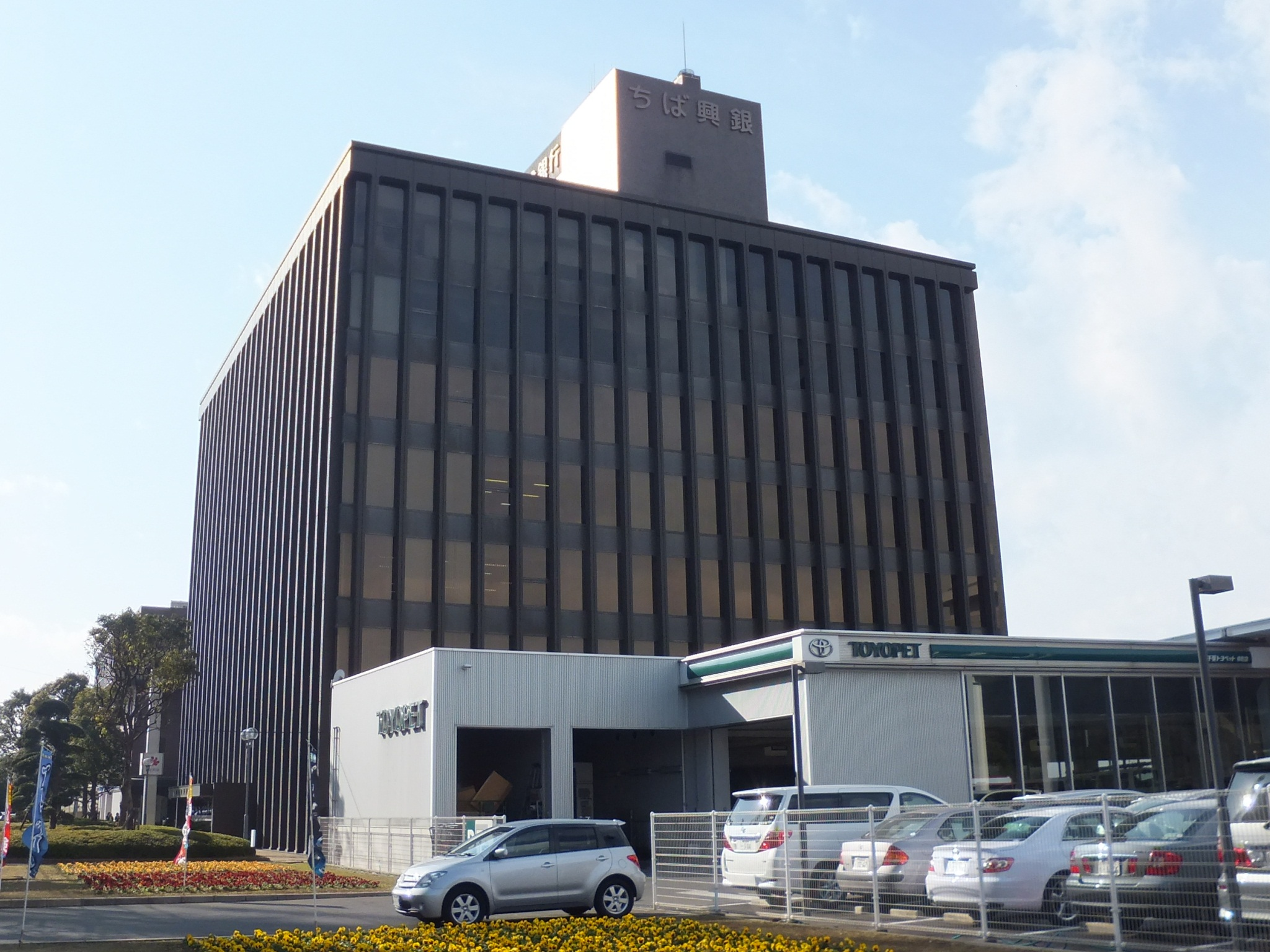
千葉興業銀行 本店

東日本旅客鉄道（JR東日本）西千葉駅まで約600メートル（徒歩約6分程度）である。当駅を中心とする約半径1キロメートル（km）範囲内には西千葉駅のほか、隣駅のみどり台駅および新千葉駅があり、状況によっては徒歩での移動の方が早く到達する場合もある。駅前商業施設や商店街が存在する西千葉駅前とは至近距離にもかかわらず雰囲気が大きく異なり、当駅は閑静な住宅地内にある。駅東側は別荘地として開発された経緯から高級住宅街となっている。駅西側には松林が点在し、海へと続く小道が現存するなど、埋立前の海岸線の面影を偲ぶことができる。南側（海側）は国道14号（千葉街道）、国道357号（東京湾岸道路）が通り、千葉街道を越えた先からは美浜区に入り、千葉ガーデンタウンなどの大規模な住宅団地や埋立地が広がる。

### 南側

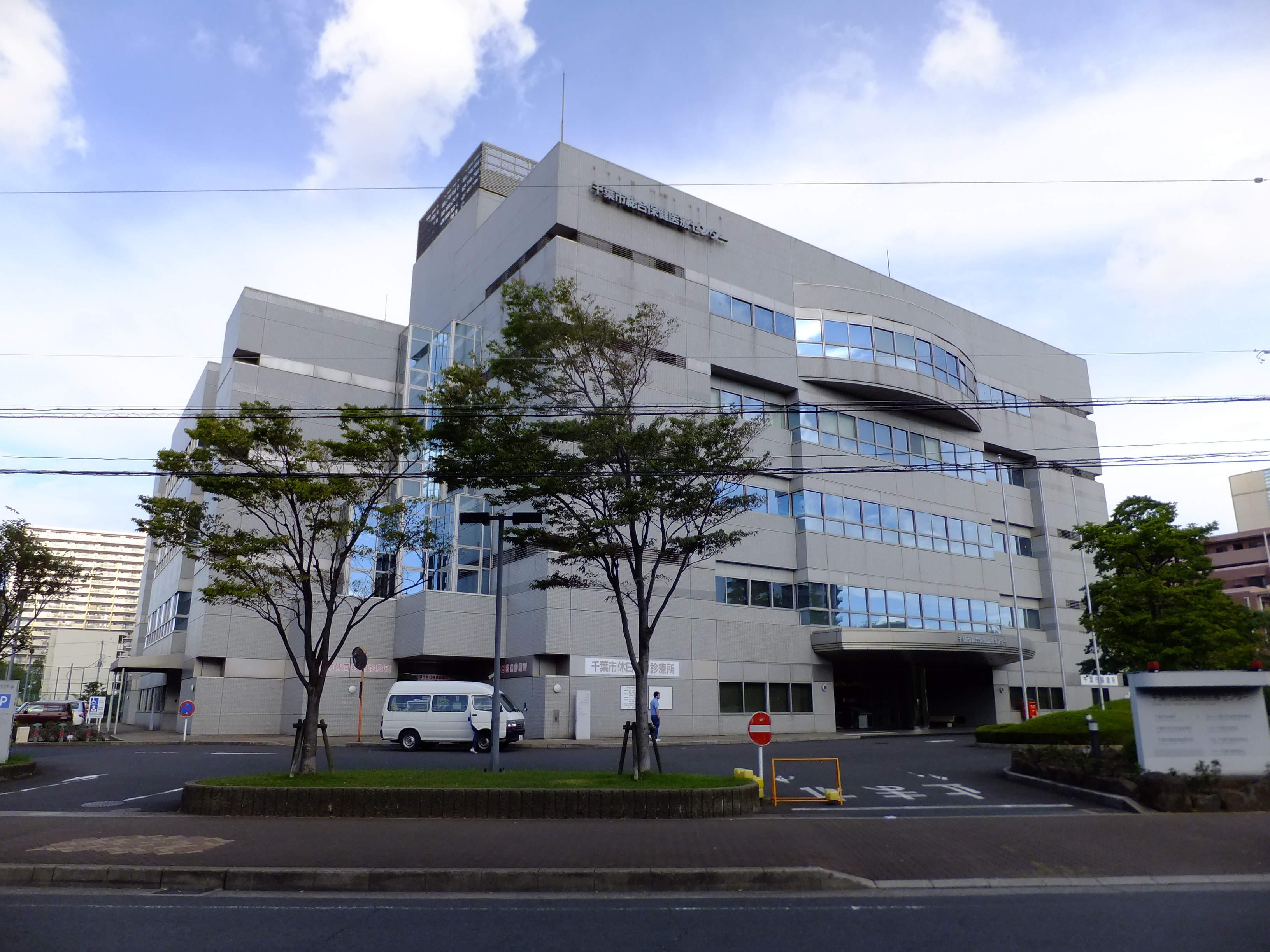
千葉市総合保健医療センター

登戸四丁目、幸町一丁目方面。
- 千葉公共職業安定所
- 千葉市立幸町第二中学校
- 千葉市立幸町第三小学校
- 千葉市総合保健医療センター
  - 千葉市休日救急診療所
  - 保健福祉局健康部保健所（千葉市保健所）
  - 千葉市環境保健研究所
- 千葉登戸郵便局
- 千葉ガーデンタウン郵便局
- 千葉興業銀行 本店
- 京葉銀行 幸町センター
- カスミフードスクエア 千葉みなと店
- ヤックスドラッグ 千葉みなと店
- トヨタカローラ千葉 本社
- ジェームス 美浜店
- ホテルリブマックス 千葉美浜
- 幸町公園

### 北側
春日一丁目・二丁目、汐見丘町方面。

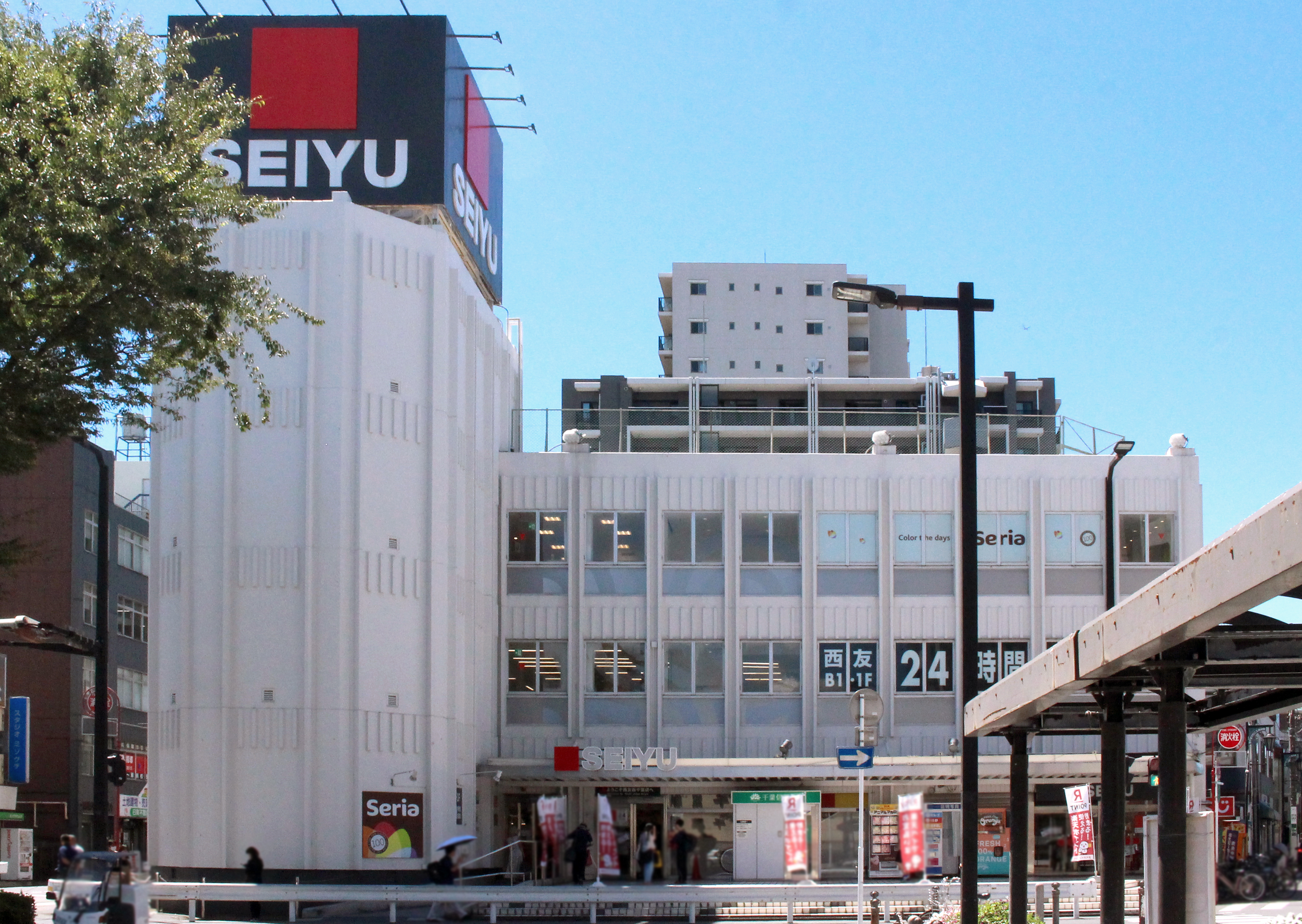
西友 西千葉店

- 法務省千葉保護観察所（海上保安庁千葉ロランセンター跡）
- 増田病院
- 一般財団法人市原学園
  - 千葉理容専門学校
- 東洋理容美容専門学校 本館
- 西友 西千葉店[3]
- ボンメゾン 西千葉店
- 高砂公園

## 隣の駅
京成電鉄
 千葉線
みどり台駅 (KS56) - 西登戸駅 (KS57) - 新千葉駅 (KS58)

#### 利用状況
京成電鉄の1日平均利用客数
1. 1 2 3 4  京成電鉄株式会社. “駅別乗降人員（2024年度）” (PDF) (JP). 2025年5月5日閲覧。
2. ↑  京成電鉄株式会社. “駅別乗降人員（平成26年度1日平均）” (pdf). 2016年4月3日時点のオリジナルよりアーカイブ。2023年7月8日閲覧。
3. ↑  京成電鉄株式会社. “駅別乗降人員（平成27年度1日平均）” (pdf). 2016年10月11日時点のオリジナルよりアーカイブ。2023年7月8日閲覧。
4. ↑  京成電鉄株式会社. “駅別乗降人員（平成28年度1日平均）”. 2018年2月23日時点のオリジナルよりアーカイブ。2023年7月8日閲覧。
5. 1 2  京成電鉄株式会社. “駅別乗降人員（2017年度1日平均）” (pdf). 2020年6月13日時点のオリジナルよりアーカイブ。2023年7月8日閲覧。
6. 1 2  京成電鉄株式会社. “駅別乗降人員（2018年度1日平均）” (pdf). 2020年6月13日時点のオリジナルよりアーカイブ。2023年7月8日閲覧。
7. 1 2  京成電鉄株式会社. “駅別乗降人員（2019年度1日平均）” (pdf). 2020年6月13日時点のオリジナルよりアーカイブ。2021年5月30日閲覧。
8. 1 2  京成電鉄株式会社. “駅別乗降人員（2020年度1日平均）” (pdf). 2023年4月5日時点のオリジナルよりアーカイブ。2021年5月30日閲覧。
9. 1 2  京成電鉄株式会社. “駅別乗降人員（2021年度）” (PDF) (JP). 2022年5月16日時点のオリジナルよりアーカイブ。2022年5月22日閲覧。
10. 1 2  京成電鉄株式会社. “駅別乗降人員（2022年度1日平均）” (pdf). 2023年7月8日閲覧。
11. 1 2  京成電鉄株式会社. “駅別乗降人員（2023年度1日平均）” (pdf). 2025年5月5日閲覧。

千葉県統計年鑑
1. ↑  千葉県統計年鑑（平成25年） 111 民鉄等駅別1日平均運輸状況、平成27年7月25日閲覧

千葉市統計書
1. 1 2 3 4 5  千葉市統計書（平成20年度）
2. 1 2 3 4  千葉市統計書（平成24年度）
3. ↑  千葉市統計書(平成26年度版）